# Trippa alla fiorentina
Les trippa alla fiorentina (en français « tripes à la florentine ») sont un plat principal (secondo piatto) typique de la cuisine de Florence en Italie, très savoureux malgré les ingrédients « pauvres ».

## Préparation
Les trippa alla fiorentina sont préparées en coupant les tripes, déjà cuites et bien lavées, en lanières et en les ajoutant à un sofregit déjà préparé. Certains préfèrent les oignons blancs, d'autres les rouges ; d'autres ajoutent également des carottes hachées, du persil, du céleri et une gousse d'ail. En plus du sel et du poivre, des tomates pelées sont ensuite ajoutées. Les trippa sont cuites à feu très doux jusqu'à ce que l'eau des tripes et des tomates se soit évaporée.
Elles sont servies chaudes, saupoudrées, si souhaité, de Parmigiano Reggiano râpé et d'un filet d'huile d'olive.
Pour lui donner plus de consistance, le plat peut être préparé en ajoutant du lampredotto et autres viscères.